# Хартвалл Арена
«Ха́ртвалл Аре́на» (фин. Hartwall Arena, ранее фин. Hartwall Areena; финская пресса часто употребляет название Хельсинки Арена, фин. Helsinki-areena) — большая многофункциональная крытая арена, расположенная в Хельсинки, Финляндия. Её название происходит от имени крупнейшего спонсора — компании по производству напитков Hartwall, основанной Виктором Хартваллем в 1836 году.
Строительство стадиона было приурочено к чемпионату мира по хоккею в 1997 году. Возведение начато в 1994 году по заказу предпринимателя Харри Харкимо. Здание имеет форму эллипса, составляющего 153 метра в длину и 123 метра в ширину. Владелец — финская инвестиционная компания Trevian. Ранее принадлежала российским бизнесменам Геннадию Тимченко и Роману Ротенбергу. С 2022 года временно не эксплуатируется.

## Спортивные события

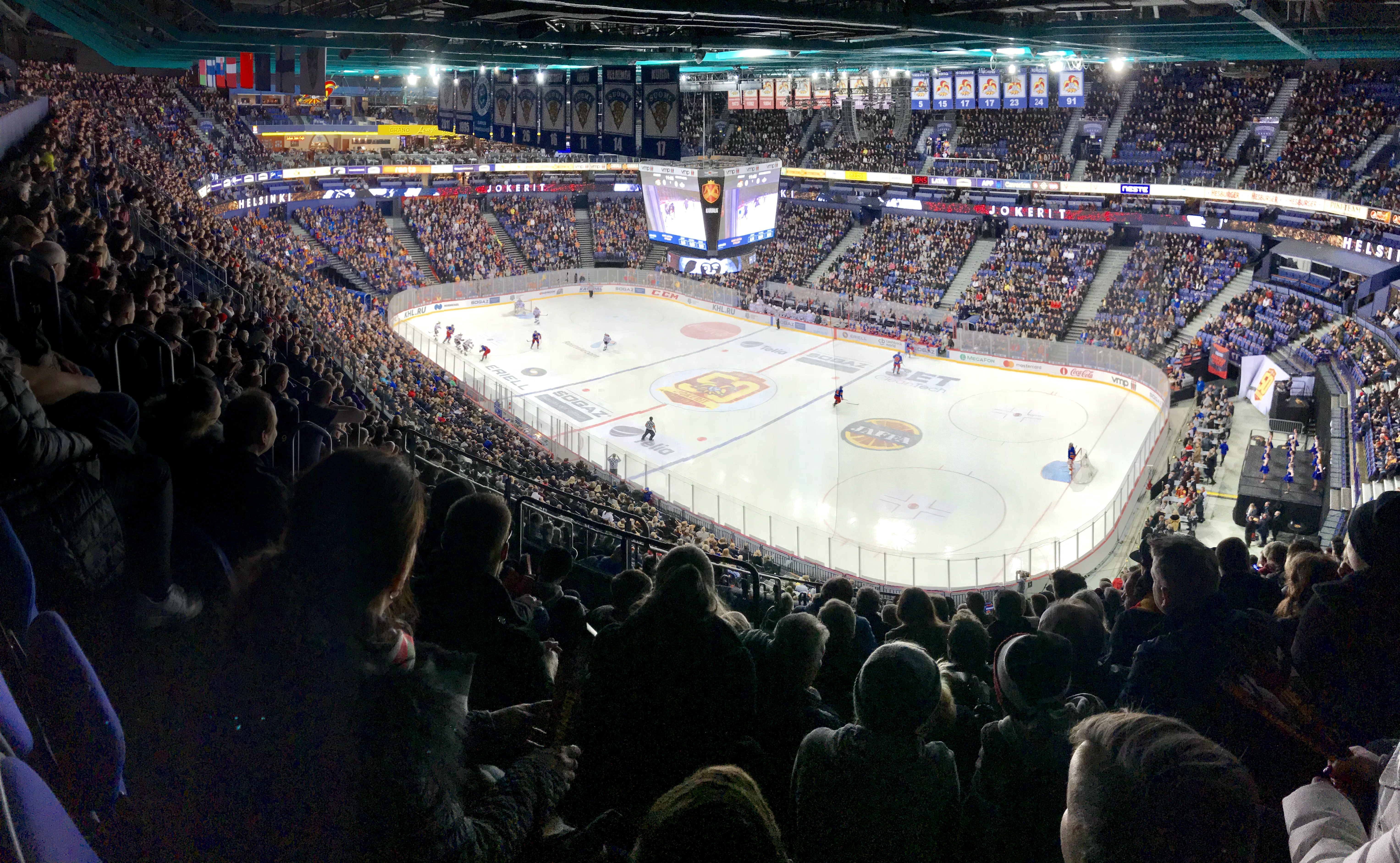
Матч чемпионата КХЛ Йокерит — Динамо Москва на Хартвалл Арене

В 1997, 2003, 2012 годах стадион принимал чемпионат мира по хоккею с шайбой. Это также постоянное место проведения чемпионата Финляндии. Хартвалл — домашний стадион для команды Йокерит, играющей до 2022 года в КХЛ. В 1999 стадион принял чемпионат мира по фигурному катанию. Здесь проводился чемпионат мира по флорболу в 2002 году. В 2017 году на льду Хартавалл Арены прошёл чемпионат мира по фигурному катанию.
Здесь трижды проводился мировой рестлинг: в 2002, 2004 и 2005. Проводятся также соревнования по картингу.

### Блокировка арены
С февраля 2022 года правительство Финляндии запретило бизнесменам Геннадию Тимченко и Роману Ротенбергу эксплуатировать аренду по назначению. Также правительство страны занялось разработкой законопроекта, который позволит бы провести отчуждение арены и собственников. Однако позже арена была продана компании Trevian, по сообщениям РБ Бизнес и Ilta-Sanomat сумма сделки составила €60 млн., на время действия санкций средства будут находиться на эскроу-счете, который контролируют власти Финляндии.

## Музыкальные события
Хартвалл — постоянно действующая концертная площадка. Здесь выступают звёзды финской и зарубежной поп- и рок-музыки. В Хартвалл-арене был записан DVD End of an Era (2005) группы Nightwish. 

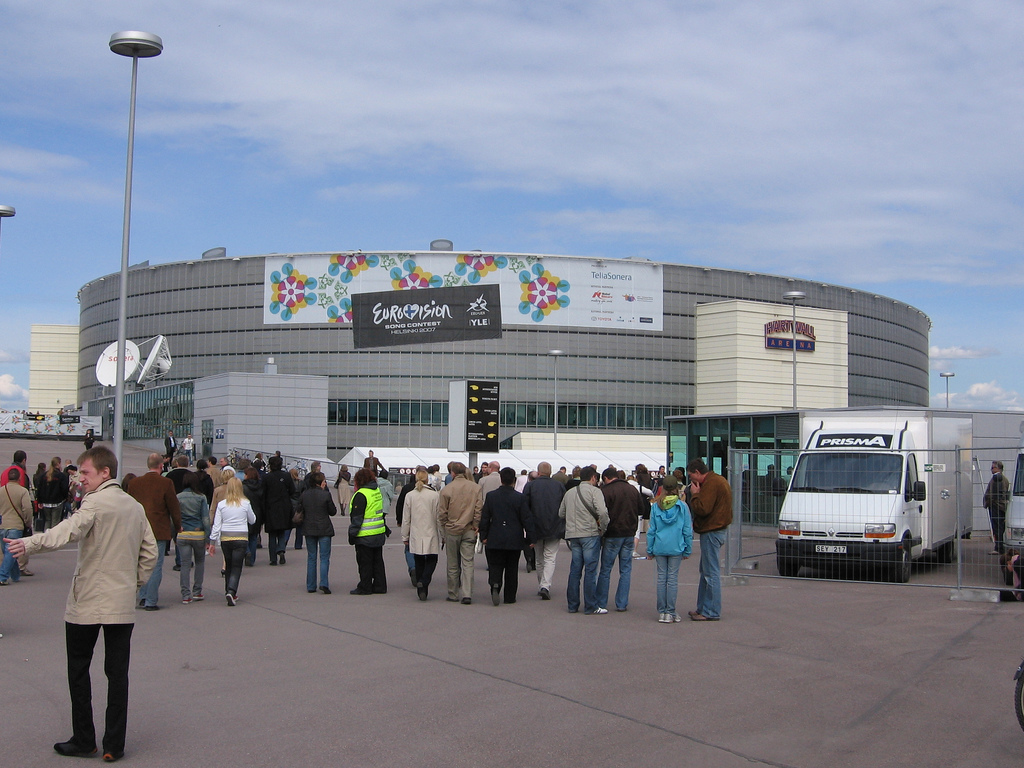
Хартвалл Арена во время проведения конкурса «Евровидение», 2007 год

В 2007 году стадион принял Евровидение. Его открывали победители предыдущего года группа Lordi, а в антракте выступала группа Apocalyptica.
Среди выступавших на этой площадке артистов — The Beach Boys (первый концерт в истории стадиона), Iron Maiden, Metallica, Aerosmith, Nightwish, Guns N' Roses, Лучано Паваротти, Уитни Хьюстон, Эрик Клэптон, No Doubt, Kiss, Spice Girls, Боб Дилан, Нейл Янг, Шер, Элтон Джон, Шания Твейн, Брайан Адамс, Дэвид Боуи, Бон Джови, The Eagles, AC/DC, Робби Уильямс, Лаура Паузини, Rammstein, Джон Фогерти, R.E.M., Judas Priest, Black Sabbath, Rush, Ленни Кравиц, Backstreet Boys, Phil Collins, Anastacia, Ricky Martin, Depeche Mode, 50 Cent, P.Diddy, Snoop Dogg, Шакира, Il Divo, Evanescence, Джордж Майкл, The Who, The Pussycat Dolls, Оззи Осборн, Гвен Стефани, Рианна, Селин Дион, Кайли Миноуг, Джеймс Блант, Тина Тёрнер, Бритни Спирс, Muse, P!nk, Леонард Коэн, Lady Gaga.